# 浜海沙崙駅
浜海沙崙駅（ひんかいさろんえき）は、台湾新北市淡水区にある新北捷運淡海軽軌の駅。駅は浜海路二段と沙崙路一段の交差点西側に設置され、駅番号はV09。緑山線と藍海線の分岐駅。

## 歴史
- 2014年8月13日 - 当駅を含む工区起工[1]。
- 2016年5月13日 - 駅名確定[2]。
- 2018年
  - 4月 - 駅番号変更（G6→V09）[3]。
  - 12月24日 - 緑山線開業[4]。
- 2020年11月15日 - 藍海線1期開通に伴い緑山線紅樹林方面と直通運転開始（10時式典、14時運行開始。12月14日までIC利用に限り無料）[5]。

## 駅構造
島式ホーム1面2線の地上駅。
| 地上 | 北行き                                 | ←緑山線 崁頂方面（淡海新市鎮駅）           |
| 地上 | 北行き                                 | ←藍海線 淡水漁人碼頭方面（台北海洋大学駅） |
| 地上 | 島式ホーム、車両左側のドアが開閉する。 |                                            |
| 地上 | 南行き                                 | →緑山線 紅樹林方面（浜海義山駅）→          |

## 利用状況
| 年   | 年間利用客数 | 年間利用客数 | 年間利用客数 | 年間利用客数 | 1日平均 | 1日平均 |
| 年   | 乗車         | 下車         | 乗降計       | 出典         | 乗車    | 乗降    |
| ---- | ------------ | ------------ | ------------ | ------------ | ------- | ------- |
| 2018 | 資料なし     | 資料なし     | 資料なし     | [ 注 2 ]     | -       | -       |
| 2019 | 116,000      | 157,000      | 273,000      | [ 注 3 ]     | 347     | 817     |
| 2020 | 147,000      | 183,000      | 330,000      | [ 8 ]        | 402     | 902     |
| 2021 | 160,000      | 184,000      | 344,000      | [ 9 ]        | 438     | 942     |

## 駅周辺
- 公司田渓（中国語版）
- 公七簡易自然公園
- YouBike（新北市公共自転車（中国語版））軽軌浜海沙崙駅
- 台北海洋科技大学淡水キャンパス

## 隣の駅
新北捷運
■淡海軽軌緑山線
浜海義山駅(V08) - 浜海沙崙駅(V09) - 淡海新市鎮駅(V10)
■淡海軽軌藍海線
浜海沙崙駅(V09) - 台北海洋大学駅(V28)

### 註釈
1. ↑  ただし各年の『新北市捷運統計年報』では、年間の数値が千人単位での公表であり、1日平均の場合は誤差が出ることを考慮する必要がある。
2. ↑  無料期間
3. ↑  平均は2月1日の有料化後、334日間で算出[7]